# سوكانيا سريسورات
سوكانيا سريسورات ((بالتايلندية: สุกัญญา ศรีสุราช); rtgsRTGS: Sukanya SisuratSukanya Sisurat; ولدت 3 أيار 1995 في مقاطعة تشونبورى) هي حاملة أثقال تايلاندية كانت تمثل بلدها عن فئة وزن 58 كجم في البطولات العالمية، كما شاركت في بطولة العالم 2015 لرفع الاثقال.

## روابط خارجية
- سوكانيا سريسورات على موقع الاتحاد الدولي (الإنجليزية)
- سوكانيا سريسورات على موقع مشروع نتائج رفع الأثقال الدولية (الإنجليزية)
- سوكانيا سريسورات على موقع IAT Database Weightlifting (الألمانية)
- سوكانيا سريسورات على موقع اللجنة الأولمبية الدولية (الإنجليزية)
- سوكانيا سريسورات على موقع أوليمبيديا (الإنجليزية)

- سوكانيا سريسورات على موقع الاتحاد الدولي (الإنجليزية)
- سوكانيا سريسورات على موقع مشروع نتائج رفع الأثقال الدولية (الإنجليزية)
- سوكانيا سريسورات على موقع IAT Database Weightlifting (الألمانية)
- سوكانيا سريسورات على موقع اللجنة الأولمبية الدولية (الإنجليزية)
- سوكانيا سريسورات على موقع أوليمبيديا (الإنجليزية)